# Walter Schamschula
Walter Schamschula (23. prosince 1929, Praha, Československo – 13. února 2024, Huntsville, Alabama) byl německý slavista, literární historik a překladatel.
Walter Schamschula se narodil v Praze, vyrůstal dvojjazyčně. Navštěvoval uznávané pražské německé gymnázium ve Štěpánské ulici. V roce 1939 se rodina přestěhovala do Karlových Varů, kde otec pracoval v chemickém průmyslu. Po válce rodina Benešovými dekrety ztratila veškerý majetek a otec konal nucené práce. V únoru 1946 rodina opustila Československo a usadila se v západním Německu ve městě Schwäbisch Gmünd. Walter Schmaschula poté studoval slavistiku, romanistiku, anglistiku a germanistiku na frankfurtské univerzitě. Roku 1954 ve studiu pokračoval v Marburgu, kde od roku 1958 pracoval a později vyučoval mimo jiné češtinu. Roku 1960 získal doktorát a publikoval dizertaci Ruský historický román od klasicismu až po romantiku a později se habilitoval ve Frankfurtu nad Mohanem. V roce 1970 přednášel češtinu a českou literaturu jako hostující profesor na Univerzitě v Berkeley, kde s krátkou přestávkou (kdy učil v Bamberku a Saarbrückenu) vyučoval až do roku 1994, kdy byl emeritován. V USA žije se svou rodinou.
Ve své vědecké práci se zabýval ruskou, ale hlavně českou literaturou, a to od jejích počátků až po 20. století – v německém jazyce sepsal třísvazkové Dějiny české literatury, které představují vrchol jeho badatelské práce. Věnoval se také recepci literatury: napsal eseje o recepci české literatury v Německu, o vztahu Maxe Broda k české literatuře či vztahu Franze Werfela k Čechám. Kromě toho se Schamschula věnoval překladu z češtiny: přeložil významná díla Jana Mukařovského, Jiřího Levého, Jana Husa, Karla Hynka Máchy (Máj) či Otokara Březiny. Z polštiny pak přeložil mimo jiné Mickiewiczovy Dziady a Slowackého Král duch.

## Dílo
- Seznam děl v Souborném katalogu ČR, jejichž autorem nebo tématem je Walter Schamschula
- Der russische historische Roman vom Klassizismus bis zur Romantik Hain, Meisenheim am Glan 1961.
- Die Anfänge der tschechischen Erneuerung und das deutsche Geistesleben (1740 - 1800)*  Fink, München 1973.
- Jaroslav Hašek : 1883-1983 ; proceedings of the International Hašek Symposium Bamberg, June 24 - 27, 1983 Lang, Frankfurt am Main [u.a.] 1989 ISBN 3-8204-8139-7.
- Geschichte der tschechischen Literatur, Köln (Böhlau) 1990:

Band I: ISBN 3-412-01590-3
Band II: ISBN 3-412-02795-2
Band III: ISBN 3-412-07495-0